# Idiocera (Idiocera) connexa
Idiocera (Idiocera) connexa is een tweevleugelige uit de familie steltmuggen (Limoniidae). De soort komt voor in het Palearctisch gebied.